# Aftershock (cómic)
Aftershock —Sacudida en España— es un personaje de los cómics de la Mujer Araña de la compañía Marvel Comics. 
Su nombre real es Allison Dillon, hija de Electro, en la línea de tiempo de MC2. Posee la habilidad de generar y manipular electricidad. Aparece por primera vez en Spider-Girl #51, en noviembre de 2002, creado por Sean Mckeever y Casey Jones.

## Historia
Max Dillon se enamoró de una mujer joven llamada Marilyn, que nunca se casó con él debido a su historia delictiva como Electro, pero tuvo una hija con él. Su hija Allison heredó las habilidades eléctricas de su padre. El contacto físico entre ellos no era posible, dados los poderes eléctricos de ambos.
Max volvió a sus actos delictivos como Electro y fue enviado a la prisión, y Marilyn murió de cáncer. La joven Allison fue adoptada una y otra vez. En su adolescencia, Allison diseñó un traje muy similar al disfraz de su padre Electro, y decidió usar sus poderes para ser una delincuente como su padre. Ella intentó robar una joyería en un centro comercial, pero fue detenida por Spider-Girl. Después, usando el nombre de Aftershock, intentó robar algunos furgones blindados, pero de nuevo fue detenida por Spider-Girl.
Electro se enteró de las acciones delictivas de su hija, y avisó a Spider-Girl, y a su padre Spider-Man, para enfrentarse los tres contra Aftershock. Electro convenció a su hija que volviera con él, con la esperanza de encontrar una manera de superar su incapacidad para tocarse.

## Habilidades
Aftershock tiene la habilidad de manipular electricidad en muchas variedades. Puede soltar rayos a sus enemigos, se rodea en un escudo protector de energía, o electrocuta a una persona con un toque de sus manos. Puede absorber electricidad de varias fuentes para reforzar sus poderes. Tiene la capacidad de volar mediante levitación, rodeándose en un campo electromagnético de polaridad igual a la Tierra.

## Otras versiones
La versión de Aftershock de la Tierra-616 debutó en los cómics de Young Allies bajo el nombre de Danielle Blunt, una joven abducida por el Superior junto con muchos otros para ser otorgados superpoderes y volverse miembros de los Bastardos del Mal. Ella fue implantada con memorias falsas que la hicieron creer que Electro era su padre. Aftershock era la líder de campo de los Bastardos del Mal, lo que provocaba fricciones con su colega Singularity, resultanfo en una pelea que activa sus memorias reales. Aftershock y los Bastardos fueron posteriorment capturados por Spider-Girl, quien la hizo descubrir su identidad real, aunque esto no detuvo a Blunt de seguir en el camino del mal.

## En otros medios
- Aftershock hará su debut televisivo en la serie animada Moon Girl and Devil Dinosaur, con la voz de Alison Brie.[3]Esta versión se presenta como la Sra. Dillon, una maestra de escuela. Aunque no se aclara explícitamente en la serie, el desarrollador Steve Loter se refirió a ella como la hija de Electro.[4]